# Burg Tautenhain
Die Burg Tautenhain, auch Burgstädel genannt, ist eine abgegangene Höhenburg in der Gemeinde Tautenhain im Saale-Holzland-Kreis in Thüringen.

## Lage
Die im Burgstädel einst vorhandene Burg ist verschwunden. Sie befand sich etwa 2000 Meter östlich des Dorfes auf 280 m ü. NN oberhalb des Himmelgrundes in der heutigen Gemarkung Reichardtsdorf.
Eine Wanderkarte verzeichnet das Flurstück Burgstädel nordwestlich von der Reichardtsdorfer "Rauchmühle" etwa auf halber Strecke in dieser Richtung zur Schutzhütte "Anneroses Hütte" (diese an der Straße von Tautenhain nach Bad Köstritz gelegen) zu. Nordöstlich direkt daneben liegt das Flurstück "Vierling".
Man nimmt an, dass es sich um einen Herrensitz des Landadels handelte.  Weitere Angaben sind nicht bekannt.